# Pianokwintet (Vaughan Williams)
Ralph Vaughan Williams componeerde zijn enige Pianokwintet in 1903; hij schreef het voor een wat ongebruikelijke combinatie binnen het genre, namelijk voor piano, viool, altviool, cello en contrabas; Franz Schubert ging hem met zijn Forellenkwintet daarin voor. Het was vanaf het begin een voor de componist problematisch werk. Hij bleef er aan sleutelen tot 1905, maar bleef kennelijk ontevreden, want na de Eerste Wereldoorlog trok de componist het werk terug; dat overkwam meer vroege werken van Vaughan Williams. Er is nog een uitvoering geregistreerd in juni 1918. Het pianokwintet, dat ook wel bekendstaat onder strijkkwintet, mocht van de weduwe van Vaughan Williams weer vanaf 1999 uitgevoerd worden.
Het pianokwintet in c mineur bestaat uit drie delen:
1. Allegro con fuoco
2. Andante
3. Fantasia (quasi variazioni). Moderato.

Het werk kreeg een eerste uitvoering in de Aeolian Hall in Londen op 11 november 1905 door Louis Zimmerman (viool), Alfred Hoday (altviool), Paul Ludwig (cello), Claude Hobday (contrabas), Richard Epstein (piano). Tijdens het componeren was Vaughan Williams nog onder invloed van de muziek van Johannes Brahms, pas later ging hij bij Maurice Ravel in de leer en kreeg zijn muziek ook diens invloeden te verwerken. Het eerste deel klinkt vol als ware het voor een orkest geschreven; deel twee laat de van Vaughan Williams bekende lyriek horen en deel drie is een thema met vijf variaties.

## Discografie
- Uitgave Chandos: Schubert Ensemble in een opname van september 2007, Potton Hall, Dunwich, Suffolk;
- Uitgave Hyperion, Nash Ensemble

## Bron
- Chandos compact disc
- Muziekuitgeverij Faber voor premièremusici